# شین تانادا
شین تانادا (انگلیسی: Shin Tanada؛ زادهٔ ۲۵ ژوئیهٔ ۱۹۶۹) بازیکن فوتبال اهل ژاپن است.
از باشگاه‌هایی که در آن بازی کرده‌است می‌توان به باشگاه فوتبال کاشیوا ریسول و باشگاه فوتبال کونسادول ساپورو اشاره کرد.